# Olney, Buckinghamshire
Olney este unul dintre orașele constituente ale orașului și autorității unitare Milton Keynes, în comitatul Buckinghamshire, regiunea South East, Anglia. 